# Hibiscus geranioides
Hibiscus geranioides är en malvaväxtart som beskrevs av Allan Cunningham och George Bentham. Hibiscus geranioides ingår i Hibiskussläktet som ingår i familjen malvaväxter. Inga underarter finns listade i Catalogue of Life.